# 2965 Surikov
2965 Surikov è un asteroide della fascia principale del diametro medio di circa 8,6 km. Scoperto nel 1975, presenta un'orbita caratterizzata da un semiasse maggiore pari a 2,3924328 UA e da un'eccentricità di 0,2183598, inclinata di 24,23693° rispetto all'eclittica.